# نادي تطيلانو
نادي ديبورتيفو تطيلانو هو نادي كرة قدم إسباني يتمركز في تطيلة، في منطقة نافارا ذاتية الحكم. تأسس في 1935 ويلعب في الدوري الإسباني الدرجة الثانية ب – المجموعة 2، ويستضيف مبارياته في ملعب تطيلة الرياضي، بسعة 11.000 مشجع.